# یورو دیاکیته
یورو دیاکیته (انگلیسی: Yoro Diakité؛ ۱۷ اکتبر ۱۹۳۲ – ۱۳ ژوئن ۱۹۷۳) سیاستمدار، و پرسنل نظامی اهل مالی بود. وی از ۱۹ نوامبر ۱۹۶۸ تا ۱۸ سپتامبر ۱۹۶۹ نخست‌وزیر این کشور بود.
یورو دیاکیته در ۱۳ ژوئن ۱۹۷۳، در سن ۴۰ سالگی درگذشت.